# Conde (Sao Tomé-et-Principe)
Pour les articles homonymes, voir Conde.
Conde (ou Vila de Conde) est une localité de Sao Tomé-et-Principe située au nord de l'île de Sao Tomé, dans le district de Lobata.

## Population
Lors du recensement de 2012, 758 habitants y ont été dénombrés.